# Aloe barteri
Aloe barteri é uma espécie de liliopsida do gênero Aloe, pertencente à família Asphodelaceae.